# Mlaka Antinska
Mlaka Antinska es una localidad de Croacia en el ejido del municipio de Tordinci, condado de Vukovar-Sirmia.

## Geografía
Se encuentra a una altitud de 84 m s. n. m. a 280 km de la capital nacional, Zagreb.

## Demografía
En el censo 2011 el total de población de la localidad fue de 77 habitantes.
| Gráfica de población de Mlaka Antinska 1857-2011                    |
|                                                                     |
| Según los censos de población de la oficina estadística de Croacia. |